# Yūrt-e Kāz̧em
Yūrt-e Kāz̧em (persiska: يورت كازِم, يورد كازِم, يورت, Yowrd-e Kāz̧em, یورد کاظم, يورت كاظم) är en ort i Iran.   Den ligger i provinsen Golestan, i den norra delen av landet, 400 km öster om huvudstaden Teheran. Yūrt-e Kāz̧em ligger 472 meter över havet och antalet invånare är 153.
Terrängen runt Yūrt-e Kāz̧em är kuperad åt sydost, men åt nordväst är den bergig. Yūrt-e Kāz̧em ligger nere i en dal. Runt Yūrt-e Kāz̧em är det ganska glesbefolkat, med 48 invånare per kvadratkilometer. Närmaste större samhälle är Kalāleh, 17,1 km norr om Yūrt-e Kāz̧em. I omgivningarna runt Yūrt-e Kāz̧em växer i huvudsak blandskog.